# Lorisinae
Loris
Pour les articles homonymes, voir Loris.
Sous-famille
Les Lorisinae forment une sous-famille de primates strepsirrhiniens, appelés en français loris. Ils regroupent les deux genres asiatiques de la famille des Lorisidae, alors que la sous-famille des Perodicticinae comprend les angwantibos et pottos africains. Ce sont des mammifères nocturnes et arboricoles, qui évoluent en Inde, au Sri Lanka et en Asie du Sud-Est.

## Liste des genres
D'après l'ouvrage Handbook of the Mammals of the World en 2013, la sous-famille contient deux genres :
- genre Loris É. Geoffroy Saint-Hilaire, 1796
- genre Nycticebus É. Geoffroy Saint-Hilaire, 1812